# Circuito Brasileiro de Voleibol de Praia Masculino de 2010
O Circuito Brasileiro de Voleibol de Praia Feminino de 2010, também chamado de Circuito Banco do Brasil de Vôlei de Praia, foi a vigésima edição da principal competição nacional de Vôlei de Praia na variante masculina, realizado de 20 de janeiro a 28 de dezembro, dividido em doze etapas, sediados em doze Estados diferentes.

## Resultados
| Evento                                                                 | Ouro                               | Prata                                 | Bronze                                | Quarto lugar                          |
| 1ª Etapa Caxias do Sul, Rio Grande do Sul 20 a 24 de janeiro de 2010   | /Pedro Cunha Thiago Santos         | /Bruno Oscar Schmidt Benjamin Insfran | Fábio Luiz Magalhães Márcio Araújo    | /Ricardo Alex Santos Pedro Solberg    |
| 2ª Etapa Balneário Camboriú, Santa Catarina 3 a 7 de fevereiro de 2010 | /Pedro Cunha Thiago Santos         | /Dagoberto "Juca" Zé Írio             | /Rodrigo Saunders Fabiano Melo        | /Bruno de Paula Fernandão Magalhães   |
| 3ª Etapa São José dos Campos, São Paulo 24 a 28 de fevereiro de 2010   | /Rhooney Ferramenta Alison Cerutti | /Pedro Cunha Thiago Santos            | /Bruno Oscar Schmidt Benjamin Insfran | /Ricardo Alex Santos Pedro Solberg    |
| 4ª Etapa Uberaba, Minas Gerais 10 a 14 de março de 2010                | /Pedro Cunha Thiago Santos         | /Ricardo Alex Santos Pedro Solberg    | /Bruno Oscar Schmidt Benjamin Insfran | /Jan Ferreira Franco Neto             |
| 5ª Etapa Goiânia, Goiás 24 a 28 de março de 2010                       | /Pedro Cunha Thiago Santos         | /Emanuel Rego Alison Cerutti          | /Bruno Oscar Schmidt Benjamin Insfran | Álvaro Filho Vitor Felipe             |
| 6ª Etapa Campo Grande, Mato Grosso do Sul 7 a 11 de abril de 2010,     | /Emanuel Rego Alison Cerutti       | /Fábio Luiz Magalhães Harley Marques  | /Pedro Cunha Thiago Santos            | Renatão “Geor” Jorge Terceiro "Gia"   |
| 7ª Etapa Fortaleza, Ceará 8 a 12 de setembro de 2010                   | /Emanuel Rego Alison Cerutti       | /Ricardo Alex Santos Márcio Araújo    | /Pedro Cunha Thiago Santos            | /Luizão Corrêa Fernandão Magalhães    |
| 8ª Etapa João Pessoa, Paraíba 22 a 26 de setembro de 2010              | /Pedro Solberg Harley Marques      | /Ricardo Alex Santos Márcio Araújo    | /Bruno Oscar Schmidt Benjamin Insfran | /Emanuel Rego Alison Cerutti          |
| 9ª Etapa Maceió, Alagoas 6 a 10 de outubro de 2010                     | /Emanuel Rego Alison Cerutti       | /Ricardo Alex Santos Márcio Araújo    | Renatão “Geor” Jorge Terceiro "Gia"   | /Bruno Oscar Schmidt Benjamin Insfran |
| 10ª Etapa Salvador, Bahia 20 a 24 de outubro de 2010                   | /Pedro Cunha Thiago Santos         | /Ricardo Alex Santos Márcio Araújo    | Renatão “Geor” Jorge Terceiro "Gia"   | /Rhooney Ferramenta Moisés Santos     |
| 11ª Etapa Vila Velha, Espírito Santo 10 a 14 de novembro de 2010       | /Emanuel Rego Alison Cerutti       | /Pedro Cunha Thiago Santos            | /Fábio Guerra Bruno de Paula          | Renatão “Geor” Jorge Terceiro "Gia"   |
| 12ª Etapa Búzios, Rio de Janeiro 24 a 28 de novembro de 2010           | /Ricardo Alex Santos Márcio Araújo | /Bruno Oscar Schmidt Benjamin Insfran | /Harley Marques Fred Dória            | /Emanuel Rego Alison Cerutti          |

## Prêmios individuais
Os melhores atletas da temporada foram:
| MVP (Most Valuable Player) | Emanuel Rego               | Paraná           |
| Melhor atacante            | Ricardo Alex Santos        | Bahia            |
| Melhor saque               | Harley Marques             | Distrito Federal |
| Melhor defesa              | Pedro Cunha                | Rio de Janeiro   |
| Melhor bloqueio            | Alison Cerutti             | Espírito Santo   |
| Melhor levantador          | Márcio Araújo              | Ceará            |
| Melhor recepção            | Bruno Oscar Schmidt        | Distrito Federal |
| Revelação                  | Álvaro Filho               | Paraíba          |
| Melhor técnico             | Marcelo Freitas (Dentinho) | Rio de Janeiro   |